# Shanghai IFC
Le Shanghai International Finance Centre, souvent abrégé Shanghai IFC, est un ensemble formé de deux gratte-ciel et d'un centre commercial situé à Shanghai en Chine. La tour sud s'élève à 250 mètres et la tour nord à 260. Elles ont respectivement été ouvertes en 2009 et en 2010.